# 朱永寧
朱永寧（1410年—？），字永寧，直隸徽州府歙縣人，軍籍。明朝政治人物。進士出身。

## 生平
正統九年甲子科應天府鄉試第九十六名。正統十三年（1448年）戊辰科會試第十六名，殿試登進士第三甲第六名。

## 家族
曾祖父朱明甫。祖父朱仲玉。父亲朱敬宗。